# Borough londonien d'Enfield
Pour les articles homonymes, voir Enfield.
Le borough londonien d'Enfield (« London Borough of Enfield  ») est un borough du Grand Londres. Cette circonscription compte plus de 280 000 habitants. C'est le borough le plus au nord de la région.
L'université du Middlesex possède trois campus dans ce district : Ponders End, Cat Hill et Trent Park.
Les villes du borough sont :
- Bowes Park (en)
- Brimsdown
- Bush Hill Park (en)
- Cockfosters
- Crews Hill (en)
- Edmonton
- Enfield Chase
- Enfield Highway
- Enfield Lock
- Enfield Town
- Enfield Wash
- Grange Park
- Hadley Wood
- Oakwood
- Palmers Green
- Ponders End
- Southgate
- Winchmore Hill